# 孝端顯皇后
孝端顯皇后（1564年11月7日—1620年5月7日），王姓，名喜姐，籍貫浙江余姚县（今浙江余姚），生於京師，父永年伯王偉。王喜姐是明神宗朱翊鈞在世时唯一冊立的皇后，也是中国历史上任期最久的一位皇后，正位中宫共四十二年。

## 生平

### 闺门淑女
孝端显皇后王氏，名喜姐，父亲是永年伯王伟，余姚（今浙江余姚）人，生于京师。 据乾隆府志援引万历志记载，王皇后五世祖王蕰为余姚人，洪武十九年为抽取民兵，随驾入京，充校尉升锦衣卫百户。自王蕰之后历四代均居京城，且世代为官。其中四世祖王贤，为顺天府学贡生，历镇江府教授。曾祖王杞，中武科，除定海卫镇抚。祖父王正，入漷县学例贡，为国子生。皇后父亲王伟原为工部文思院副使，帝后大婚前，按明代外戚惯例，神宗赐皇后父亲一品都督同知，后加爵永年伯。

### 珠联璧合
万历五年（1577）正月，孝安皇后陈氏（仁聖皇太后）和孝定皇太后李氏（慈聖皇太后）下诏礼部为明神宗朱翊钧选后举行选美。王皇后因姿色美麗入选。万历六年（1578年）正月，年仅十三岁的王喜姐与朱翊钧正式举行大婚仪式，被册立为皇后。时张居正曾向两宫太后上书提到明神宗和王喜姐大婚年龄过小。《万历起居注》记载了册文。
册皇后文：
朕惟天地职覆载之常，乾元必资乎坤顺，君后理阴阳之教，国治盖本于家齐。故妫汭嫔虞，光启重华之运；涂山翼禹，诞开文命之基。惟宗祧之重计攸关，肆昭代之彝章具在。咨尔王氏，星轩降秀，沙麓兆祥，躬淑哲以伣天，体安贞而应地，上副慈闱之简，下孚泰筮之占，宜表正于宫廷，用登崇其位号。兹特遣使持节，以金册金宝立尔为皇后，主领长秋，母仪函夏。尔尚明章阴教，嗣续徽音，帅六壶以式万方，懋端一诚庄之行，奉两宫而承九庙，服孝慈仁敬之规，鸡鸣儆戒以相成，麟趾繁昌而益衍，用笃邦家之庆，永流图史之光。钦哉。

### 芳声令德
万历九年（1582），成婚四年的王喜姐生下了皇长女荣昌公主朱轩媖。在她怀孕时，明神宗与李太后分别派遣内官到武当山和五台山祈嗣。
王皇后与明神宗伉俪情深，长期关系甚佳。每年皇后千秋节时，百官为她行庆贺礼，且收到了各王府进的庆贺表笺一千余通。 
后来，在“争国本”事件中的万历二十一年（1593），明神宗以王皇后此时年轻，有可能会生育嫡子为借口，拒绝了大臣要求册封皇长子为太子的请求。万历二十九年，神宗册立皇长子为太子，声明嫡庶长幼一定有次序，早年不册封太子是因为皇后年在妙冲。这是神宗亲自对于国本之争怠政多年来对于迟立太子的解释，说自己并非有意乱危国家。
万历二十四年（1596年）荣昌公主下嫁驸马杨春元之後。同年，坤宁宫遭遇火灾，火势蔓延至乾清宫，两宫具毁。王皇后于是和神宗一同移居启祥宫。神宗完全可以独自居住在其他宫殿，有明一朝也没有皇帝皇后同居一宫的先例和规范，无论是神宗为何要从毓德宫移居至王皇后居住的启祥宫，还是帝后为何要二十多年一同挤在小小的启祥宫中，原因外廷都不得而知。翌万历二十五年（1597年），神宗的李敬妃在生下皇六子后去世。神宗于是将李敬妃的两个儿子朱常润、朱常瀛交由王皇后抚养，史书记载李敬妃在郑贵妃名下太监张明的医治下去世。。这两个皇子后来被封为端王、桂王，皆健康长大。万历四十八年王皇后病逝后，神宗移宫回到万历三十三年就修建好的乾清宫居住。
万历二十八年（1600），工科都给事中王德完上书，提到明神宗冷落皇后，皇后身边只剩几人服侍，身患重病。但定陵考古证据表明王皇后是三人中最健康的一个，也没有疾病，因此可见皇后多病实为谣言。但朝臣对皇后的关心和关注可见一斑。。首辅沈一贯即上书明神宗言此流言一月前京中已有，于是明神宗下诏为自己辩白，而言语甚激。
万历二十四年，乾清宫坤宁宫两宫大火，皇后之宝被烧毁。万历三十二（1604年）年三月，明神宗要求户部采办金银珠宝为喜姐造新的中宫册宝冠服，户部尚书赵世卿请求以累年进贡给内库的珠宝制造，明神宗没有答应，仍令户部出外采办新的珠宝制造。。
王喜姐在四十二年的皇后生涯中，她始终行事端谨，用心对待两宫太后，得其欢心；王皇后作为后宫之主，尽力维护着后宫的和睦，在明光宗为太子时好几次遇到危机，王喜姐多次为他周旋，保护了他。。

### 雍熙壸内
王皇后时时分出后宫的开支用来赈饥荒和给士兵发军饷，数次在明神宗面前说话让他宽恕直言的大臣褒奖忠臣，采用婉转的方式进言多得到明神宗的认同。
有时候明神宗不批阅奏章，使之堆积放不下，王喜姐便留心封藏收好。明神宗每提及一事，喜姐便拿出相应奏章给神宗，毫无错谬。
万历十八年，王喜姐刊刻了《观世音感应灵课》并亲自题记，祈祷宫闱清吉，国泰民安。
大明中宫皇后，每斋沐焚香，捧诵《观音灵课》，时为社稷卜岁丰，祈太平，屡屡感应。遂命锓梓，印施百卷，以便臣民决疑，令预趋吉避凶，阐明法宝，慈泽后人。愿宫闱清吉，海宇万安，雨露均调，仁凤休作。愿我佛灵课，惟诚信以来格，佑为善以先知，苟渎慢不敬者占之，反至尤焉，尔其钦哉！时万历壬辰春王正月十五日吉，刊于大乘禅寺，计板二十二块，竟请京都衍法寺，便流行天下也。

### 倏尔仙逝
万历四十八年四月六日（1620年5月7日），王皇后因長年過度辛勞，服藥無效，崩逝於紫禁城內，享年五十六岁。谥号孝端皇后。自立后起正位中宫四十二年（1578年－1620年），颇有慈孝的美名。是中国历史上在位时间最久的皇后。
关于皇后的葬仪，明神宗传召礼部葬礼查优厚先例办理。在明神宗之前，明朝皇后中只有明太祖孝慈高皇后马氏、明成祖仁孝文皇后徐氏、明世宗孝洁肃皇后陈氏、孝烈皇后方氏这四位死于皇帝之前，而前两位已时代久远。礼部后上表参照明神宗祖父明世宗的孝烈方皇后的葬礼办理，葬入定陵。
四月二十二日，礼部上疏，请因大行皇后崩逝，派人向各省发讣告，明神宗因神思恍惚，眼目昏花，并未仔细阅读和回复所有疏奏。
在筹备葬礼的过程中，明神宗提出举行仪式的万寿宫香殿因为年久其中一根金丝楠木柱子有部分蛀损，要求立即更换金柱。工部提议用木料填补修复，节约时间，若换新柱则极其耗费时间，明神宗没有同意，再次要求立即更换金柱不得耽搁葬礼。由此可见明神宗虽然有疾，但对葬礼十分关心，不允许有丝毫怠慢。。
六月二十六日，王皇后去世将近百日，首辅方从哲上疏明神宗发引梓宫。关于谥号册谥，四月二十五日明神宗就与百官在文华门演练礼仪，两天后便确定谥号为孝端皇后，此后由于明神宗病情加重，正式册谥拖到了七月十三日，而八日后明神宗亦病逝。
王皇后崩逝后，五天之后疾病缠身的神宗病倒。神宗于于万历四十八年七月驾崩。此时神宗和王皇后的梓宫停于乾清宫。随后明神宗太子明光宗即位，为嫡母王皇后上尊谥曰孝端贞恪庄惠仁明媲天毓圣显皇后。光宗在位月余暴崩，待明熹宗即位后，才将祖父明神宗、嫡祖母王皇后葬入定陵，神主祔庙。
1955年定陵發掘後出土了王皇后的骨架。

## 家族待遇
- 王喜姐之父王伟最初被封为锦衣卫千户，大婚时张四维向明神宗提议封晋封王伟。张居正表示反对，认为前朝的晋封赏赐多而流于滥，造成很多不良后果。于是张居正只是把王伟从锦衣卫千户提升为锦衣卫指挥使，明神宗不快，催促之下于万历七年（1579）王伟才得晋封为永年伯，但却是个流职，不可世袭。张四维于是向明神宗建议，改王伟的爵位作世袭，未成功[29]。
- 万历九年（1581）二月，明神宗要求将王喜姐叔叔王俊，從弟王栋授官世袭锦衣卫指挥使，被张居正阻止后，改封王栋为锦衣卫指挥佥事，王俊为锦衣卫正千户，不得世袭[30]。
- 万历十二年（1584）八月，明神宗允给永年伯王伟肩舆礼，给事中万象春上书提到公侯伯皇亲驸马不许乘舆是祖制，瑞安伯陈景行、武清伯李伟为两宫皇太后之父，年老时方得到这个待遇，永年伯资历尚浅不宜得封。明神宗没有听从，以特例下不为例的方式给予了永年伯此待遇[31]。
- 自嘉靖定例外戚爵位不得袭封之后，王喜姐父王伟去世后王栋袭爵，王栋去世后王喜姐侄子王明辅袭爵，传爵位三代，仅有明神宗生母慈圣皇太后家得到了相同的待遇[32]。

## 人物评价

### 宫中良佐
- 清代程嗣章所写的《明宫词》中，有一首描绘了孝端显皇后，称她为万历皇帝的“良佐”。

四纪皇心已倦勤，那堪章奏更纷纭。
宫中却有真良佐，封识分明待上闻。。
并在诗后附上了这样的评价：神宗王皇后，性端谨。上丁承平久，天下无事，好静摄。一切章奏，尽留中不下。后封识藏弆，每语一事，即随取上之。
- 《明史》：性端谨，以慈孝著称(明史卷一百十四 列传第二  （页面存档备份，存于）)

### 深居静摄
- 丈夫明神宗：
  - 中宫乃圣母选择，朕之元配。见今侍朕，同居一宫，就少有过失，岂不体悉优容？迩年以来，稍稍悍戾不慈，朕每随事教训，务全妇道，中宫亦知改悟。
  - 朕中宫皇后，配朕有年。芳声令德，中外仰闻。方膺遐算，倏尔仙逝。朕追思勤敏贤淑，恸悼无已[34]。

### 女中尧舜
- 内阁首辅方从哲：中宫皇后，躬膺令德，俨体至尊，勤俭孝慈，徽音夙著。薄海臣民，仰母仪而颂女中尧舜者，非一日矣[35]。
- 工科都给事中王德完：中宫夙称优渥[36]
- 内阁首辅沈一贯：中宫为皇上元配，选自圣母，体统甚隆既二十四年矣。朝夕同宫，恩好甚笃[36]。

### 慈同樛木
- 庶子明光宗：孝端皇后幽闲贞静诚一端庄 ，慈同樛木，迨深居静摄，禁不闻声乃密讽婉规事多得请，暨前星之启耀初九潜龙廑覆露以垂恩。先帝情锺伉俪，轸琴瑟之中睽肆吾皇，爱切瞻依奉杯棬而永慕[37]。

《诗·周南·樛木序》：樛木，后妃逮下也，言能逮下而无嫉妬之心焉。逮下意为惠及于下人。
- 庶孙明熹宗：朕祖妣孝端显皇后，母仪天下，保育先皇，功昭社稷。 [38]。
- 庶孙崇祯帝：孝端皇后，皇考之嫡母也，原录具书保护之功，而改录削之，何也？当日国本几危，坤宁调护，真孝慈之极则，顾复之深恩[39]。

孝端皇后多次保护皇长子朱常洛，但具体事迹被魏忠贤删去，由史官许士柔告知崇祯皇帝，皇帝对魏忠贤的篡改表示不解。

### 薄待疑云
- 沈德符：上命栋子明辅袭祖伯爵，时署部少宰杨时乔，力谏不从，上但云后不为例而已。盖自世宗裁定恩泽，立为永制，至是已八十年。仅有武清一家三世，而今王氏再得之，即孝烈后无敢望焉。似此旷典，独厚中宫，犹疑上薄于元配，是殆不然。[41]
- 刘若愚《酌中志》：中宫孝端王娘娘，其管家婆老宫人及小宫人，多罹捶楚，死者不下百余人，其近侍内官亦多墩锁降谪[42]。

## 趣聞
在李長祥的《天問閣集》中，記載了曾侍奉喜姐養子惠王的宮女劉氏在後宮的見聞。當時神宗若要臨幸喜姐，需要奏請皇太后下旨，而喜姐必定會推辭。皇太後就會以皇后諸事繁忙為由，讓神宗另幸他宮。神宗不答應，喜姐於是就必須等待皇帝。到了傍晚，後宮嬪妃們集結於坤寧宮行禮，待奏樂後退下，至五鼓時再度來到宮門前。此時宮門打開，喜姐會提前梳妝等候神宗。如果神宗要白天臨幸喜姐，則傍晚必須奏報皇太后。在其他宮殿臨幸喜姐，也必定要有文書答覆。若是幸其他妃嬪，則不需如此麻煩，只需將自己的所在地告訴皇太后、皇后和諸位妃嬪即可。
當時喜姐處理後宮事務極其辛勞，每到皇帝前來則更加勞苦，連各宮妃嬪都要一起驚動。所以神宗去別的宮殿多些，而來王皇后的正宮少些。由此可见明代宫廷繁文缛节之深重。

## 凤冠
定陵发掘后，出土了四顶凤冠，其中九龙九凤冠和六龙三凤冠是属于王喜姐的凤冠，前一顶是礼服冠，即喜姐画像上所戴之凤冠，收藏于中国国家博物馆。后一顶则是燕居冠，收藏于北京故宮博物院，均为国家一级文物。

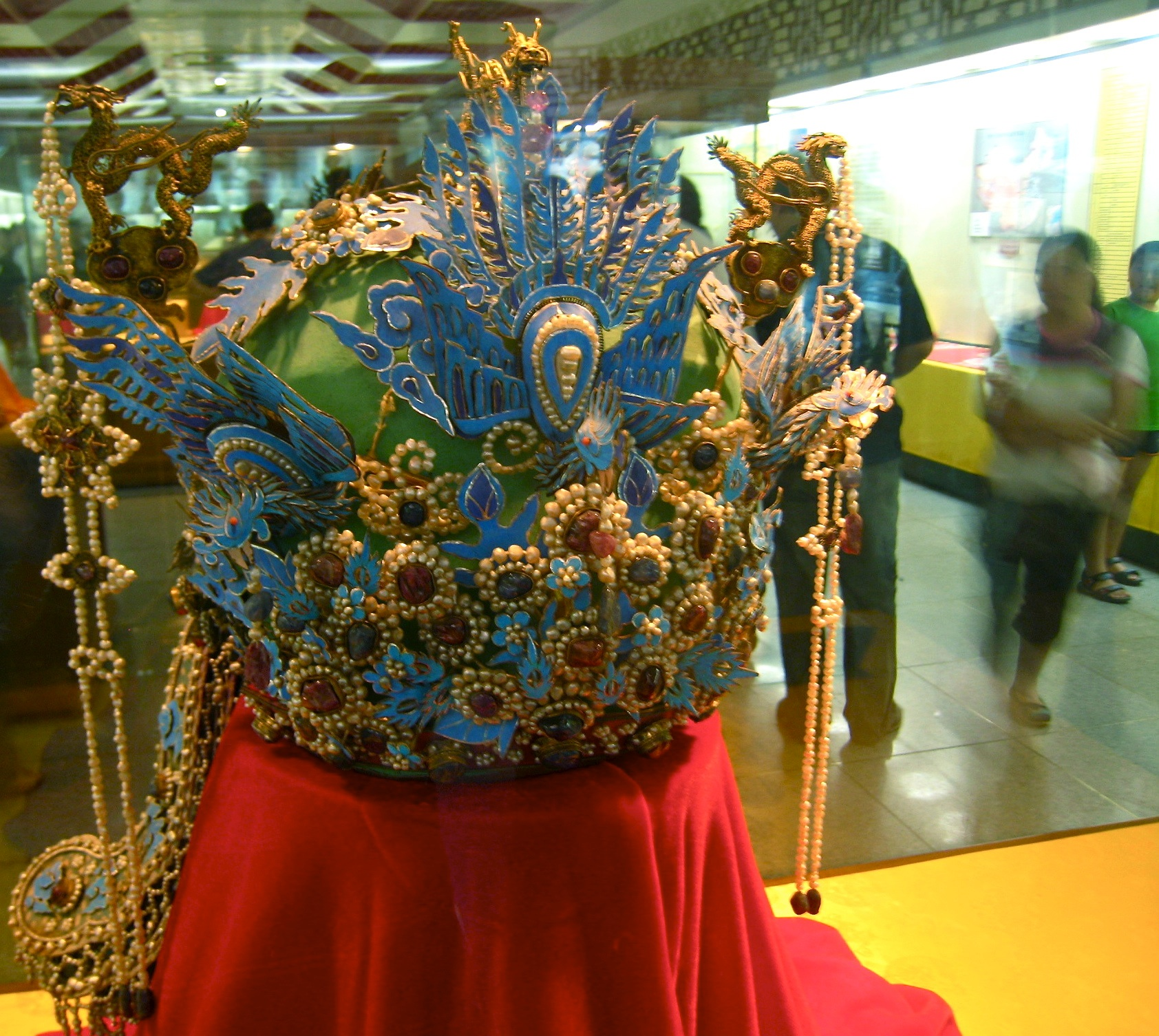
孝端显皇后的燕居冠六龙三凤冠

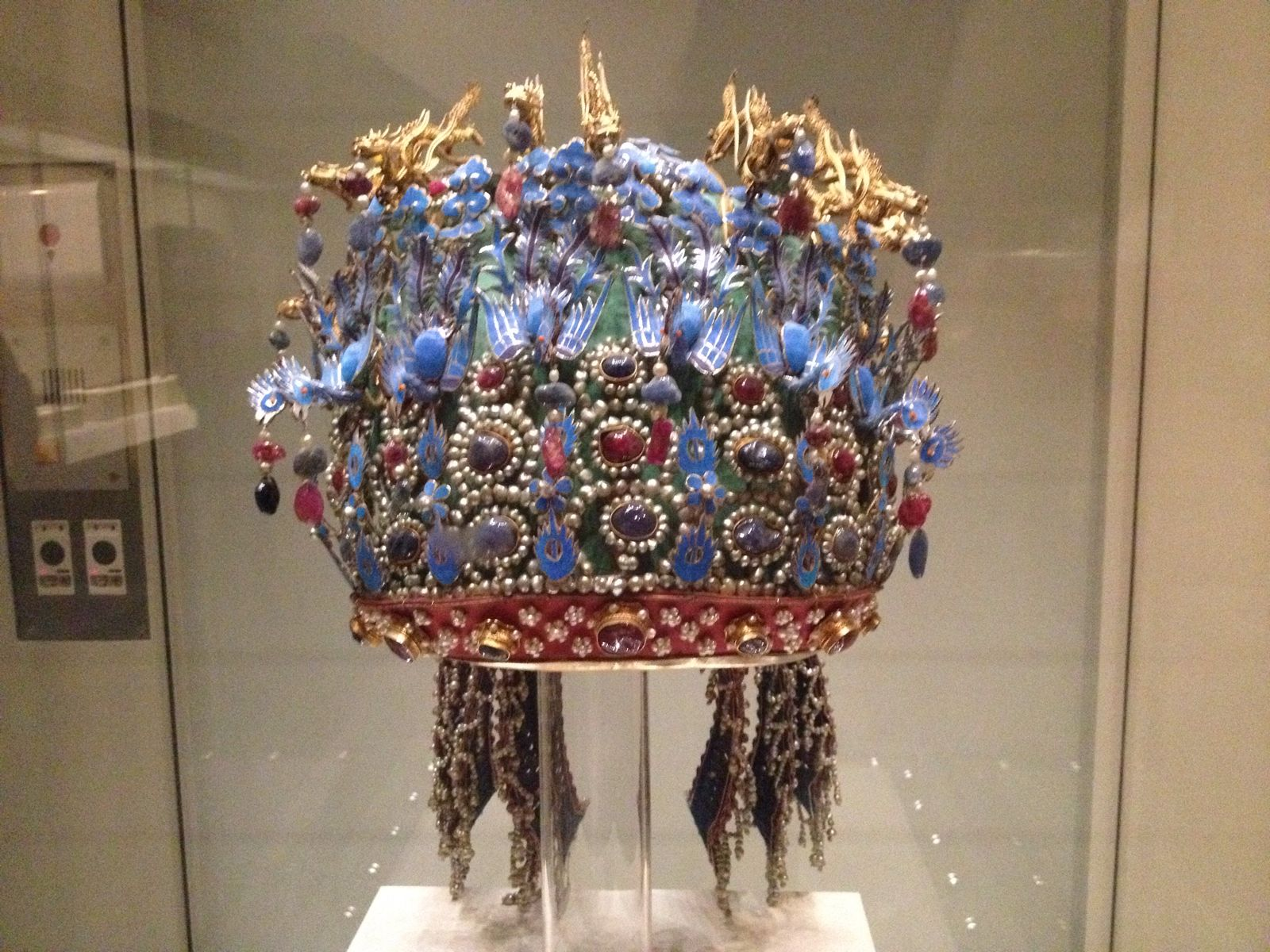
孝端显皇后的礼服冠九龙九凤冠

## 脚注
1. ↑  姚南雙雁黃氏宗譜，萬曆孝端皇后王喜姐（原姓黃）一支，黃維廉主修，民國已未年出版，看雲樓收藏，共六卷四册
2. ↑  《明史》卷一百十四·列传第二：神宗孝端皇后王氏，余姚人，生京师。
3. ↑  《明神宗实录》：北京大学出版社，1990年：卷五十八．
4. ↑  《明神宗实录》：北京大学出版社，1990年：卷六十至六十四．
5. ↑  吴彦玲．《辑校万历起居注》：天津古籍出版社，2010
6. ↑  《三则与晚明_国本论_有关的传闻考辨_梁绍杰》
7. ↑  明神宗实录：万历七年十月○丙子以 中宫千秋节百官行庆贺礼赐元辅张居正次辅张四维申时行等上尊珍馔
8. ↑  《明神宗实录》：万历三十一年正月○戊午礼部尚书罗万化奏正旦令节亲郡王及天下文武衙门赍捧贺表一千九十通 太后 中宫表笺如之
9. ↑  据《明神宗实录》卷三百二十八记载的明神宗为明光宗举行冠、婚礼并册封诸王的谕旨：“朕惟册立、分封东宫及亲王，此乃祖训大典，嫡庶长幼，一定自有次序。缘因皇长子禀质清弱，气体未充况，皇后年在妙冲，又屡遭不讳大难，姑不得已迟缓少俟耳，非有别意乱危国家。”
10. ↑  《万历野获编》：自丙申两宫灾后，上移居毓德宫，既而又移启祥宫。其宫本未央宫，兴献帝诞生此中，世庙以美名冠之，后改今名。
11. ↑  《酌中志》卷22：神庙贵妃李娘娘有疾，郑娘娘名下太监张明，医治不效薨逝。神庙极为悲悼，丧礼从厚。所生两皇子，派与中宫王老娘娘为慈母，共育咸福宫。
12. ↑  《明神宗实录》卷三百五十一：朕览文书，见工科都给事中王德完不谙规矩，妄言宫禁是非。且中宫乃圣母选择，朕之元配，见今侍朕，同居一宫，就少有过失。岂不体悉优容？ 前准后弟王栋之袭伯爵，寔朕厚礼之意。迩年以来，稍稍悍戾不慈，朕每随事教训，务全妇道。中宫亦知改悟，何尝有疾？ 这畜物狂肆妄言，惑乱观听。卿等为朕辅弼股肱，有君臣一体大义。特谕知之。
13. ↑  见上
14. ↑  《明神宗实录》卷三百九十四：户部尚书赵世卿题称蒙谕补造 中宫册宝冠服，臣等事皇上如父，事中宫如母，苟可承欢。敢不将顺。 内库正以待不时之需，历年滇南东粤贡金采珠尚积之无用，买办二十万之岁增，典礼二百余万之进，入或亦用之有余前项册宝冠服，臣窃谓取诣内库便如。 上以频年典礼相仍各宫年例节令进赐及各衙门关支钱粮概非得已令遵旨照数办进
15. ↑  《明史》卷一百十四·列传第二：性端谨，事孝定太后得其欢心。光宗在东宫，危疑者数矣，调护备至。郑贵妃颛宠，后不较也。
16. ↑  《明神宗实录卷》卷之五百九十三：赈饥饷士时分掖帑之馀宥直褒忠数赞转圜之听御韣
17. ↑  明末清初傅维鳞《明书》卷二十一宫闱纪二：时神宗静摄一切章奏，格不下，后封识藏收，每语一事，则随取所奏上之，毫无错谬。
18. ↑  辛德勇.《述石印明万历刻本《观世音感应灵课》》.[J].中国典籍与文化,2004,(3):106-111：
19. ↑  《明神宗实录》卷五百九十三：朕思中宫皇后侍奉勤敏，与朕同食息起居，不意因虚劳年久，服药不效遽尔崩逝。朕心伤悼深切。
20. ↑  [明史卷一百十四 列传第二] 四十八年，谥孝端。光宗即位，上尊谥曰孝端贞恪庄惠仁明媲天毓圣显皇后。
21. ↑  《明神宗实录》卷五九三：癸丑，皇后王氏崩。上谕辅臣曰：“朕中宫皇后侍奉敬慎，辅朕有年，不意得虚劳之疾，医药罔动。兹于本年四月初六日午时崩逝。朕心深痛切，卿可传示该部将一应合行丧礼事宜查优厚例来行。特谕卿知。
22. ↑  《明神宗实录》卷五九三：乙丑，大学士方从哲奏：大行皇后崩逝。山陵事极重大，礼部以孝烈皇后近例为请。臣查世庙实录嘉靖七年孝洁皇后崩于时，山陵未建启，另择于天寿山墺儿峪。嘉靖二十六年，孝烈皇后崩逝，预造陵工已完，遂安葬玄宫，定名永陵，不复另择。此虽皇祖亲出宸断，实与洪武十五年孝慈皇后先葬孝陵、永乐十一年仁孝皇后先葬长陵之例先后(月召)合。今我皇上笃念中宫，礼从优厚，于该部所请孝烈皇后之例似当允行。惟事关大典，非臣下所敢轻议，伏启圣明裁定。
23. ↑  《明神宗实录》：每日文书俱朕亲览，但神思恍惚，眼目昏花，难以细阅。
24. ↑  《明神宗实录》卷五百九十三：且先年该部具题香殿金柱稍有朽蠹便著工部作速换安修理毋得迟延，工部尚书周嘉谟以万寿宫香殿一柱腐朽，拟照南京孝陵享殿制，用大木四面环报，柱即坚稳，其对柱亦照样帮修，费工无多，匝月可完。必欲另换新柱，工程甚烦，且日月难计。 上不允，命该部还同内监作速换安修理，毋得延缓，致误典礼，责有所归。
25. ↑  《万历起居注》：“二十六日壬午，大学生方从哲谨题：“恭照大行皇后崩逝将三月矣，旧例梓宫发引，只在百日内外。今时已迫而册谥未定，神主牌位未写，发引之期将在何日？稽误大典，臣等安所逃罪？伏望皇上将礼部议谥之本，己经票拟者先赐披发，使臣得拟撰册文进览。不至临期无措。至于应用钱粮，户部屡奉严旨，自当陆续办进。其钦天监改择七月初三册宝吉日，及礼部发引择吉之请，祈並赐允俞。俾各衙门皆得预为料理。庶皇后在天之灵可慰，而皇上优厚之意不虚，实中外臣民之愿也。”
26. ↑  上云朕自昨歲三月以來時常動火，頭目眩暈，五月後又中暑濕，肚腹不調，嘔吐幾次，脾胃受傷，至今不時瀉痢，身體軟弱，因瀉多下部腫痛，難坐又濕痰流注右足，痛動履不利。每日文書俱朕親覽，但神思恍惚，眼目昏花，難以細閱。
27. ↑  [明史卷一百十四 列传第二[ 会帝崩，熹宗立，始上册宝，合葬定陵，主祔庙。
28. ↑   (PDF).   [2022-05-14]. （原始内容 (PDF)存档于2020-05-17）.
29. ↑  《明神宗实录》：北京大学出版社，1990年：卷八十六．
30. ↑  《明神宗实录》：北京大学出版社，1990年：卷一百〇七．
31. ↑  《明神宗实录》：北京大学出版社，1990年：卷一百五十三．
32. ↑  《萬曆野獲編》：中宮父永寧伯王偉歿，其子棟得襲為優厚。至丁未年而棟卒，其母趙氏為孫乞恩承襲，上命棟子明輔襲祖伯爵，時署部少宰楊時喬，力諫不從，上但云後不為例而已。蓋自世宗裁定恩澤，立為永制，至是已八十年。僅有武清一家三世，而今王氏再得之，即孝烈后無敢望焉。似此曠典，獨厚中宮，猶疑上薄於元配，是殆不然。
33. ↑  <明宫词>清代 程嗣章著：四纪皇心已倦勤，那堪章奏更纷纭。宫中却有真良佐，封识分明待上闻。
34. ↑  《明神宗实录》：北京大学出版社，1990年：卷之五百九十三-五百九十四
35. ↑  《辑校万历起居注》第六册
36. 1 2
37. ↑  《明光宗实录》
38. ↑  《明熹宗实录》
39. ↑  《明史 列传第一百四 许士柔传》孝端皇后，皇考之嫡母也，原录具书保护之功，而改录削之，何也？当日国本几危，坤宁调护，真孝慈之极则，顾复之深恩，史官不难以寸管抹摋之，此尤不可解也。”疏上，报闻。
40. ↑  《明史 列传第一百四 许士柔传》
41. ↑  《万历野获编》：中宫父永宁伯王伟殁，其子栋得袭为优厚。至丁未年而栋卒，其母赵氏为孙乞恩承袭，上命栋子明辅袭祖伯爵，时署部少宰杨时乔，力谏不从，上但云后不为例而已。盖自世宗裁定恩泽，立为永制，至是已八十年。仅有武清一家三世，而今王氏再得之，即孝烈后无敢望焉。似此旷典，独厚中宫，犹疑上薄于元配，是殆不然。
42. ↑  《酌中志》卷22：“中宫孝端王娘娘，其管家婆老宫人及小宫人，多罹捶楚，死者不下百余人，其近侍内官亦多墩锁降谪。
43. ↑  李長祥《天問閣集》：其幸宮。若正宮，皇帝必奏請皇太后轉旨下。正宮皇后必辭之。皇太后以宮中有事殷繁，請駕幸他宮，不獲命。乃候皇帝。及夕各宮妃嬪各冠服趨正常候大燕行禮。奏樂三鼓余乃罷。各官妃嬪乃退。將五鼓覆畢到宮門前，宮門開則畢。進候宮門亦於五鼓時開。皇后亦巳先皇帝至此時起，整容舉候皇帝矣。整容即民間婦女之所云理妝也。皇帝若日相接在正宮，夕亦必奏之皇太后知之。若自他宮幸正宮必文覆然。若他宮則皇帝任意。然駕之所在皇太后皇后並各宮亦必知之。宮中事皇后實煩實勞苦。皇帝幸其宮，事又嚴重又煩，各宮皆警動。幸他宮則寂然。故皇帝幸正宮時少，幸他宮時多。
44. ↑  中央电视台《国宝档案》20120924期

## 延伸阅读
[在维基数据编辑]
 《明史卷一百一十四》，出自《明史》
 在维基共享资源阅览影像